# Kinesisk hök
Kinesisk hök (Tachyspiza soloensis) är en fågel i familjen hökar inom ordningen hökfåglar. Den häckar i skogsområden i östra Asien, som namnet avslöjar i Kina, men även i sydöstra Ryssland och på Koreahalvön. Beståndet anses vara livskraftigt.

## Kännetecken

### Utseende
Kinesisk hök är en liten (25–30 cm) Accipiter med smala, spetsiga vingar och lång handpenneprojektion vid vila. Adulta fågeln har blågrått på huvud och ovansida, ett otydligt vertikalt strupband och rostorange bröst. Vingundersidan är distinkt obandad med svarta vingspetsar och mörkgrå vingbakkant. Subadulta individer uppvisar viss mörk bandning på undersidan av handpennorna.
Ungfågeln är mörkbrun ovan och har tydligt brunt strupstreck, medan undersidan är rostbrunt bandad och fläckad. Jämfört med tajgahöken har den mörkare hjässa än mantel och distinkt teckning på undersidan av vingen med mörkgrå vingspetsar och vingbakkant samt mestadels otecknade gråbruna till ljust roströda täckare. Dessutom saknar den ögonbrynsstreck.

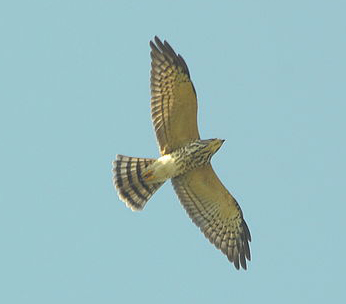
Juvenil kinesisk hök i flykten.

### Läten
Kinesisk hök hörs enbart i samband med häckningen, framför allt tidigt under säsongen, ett vasst "keee-keee-keee...".

## Utbredning och systematik
Kinesisk hök häckar i nordöstra Asien i sydostligaste Ryssland (södra Ussuriland), i Korea samt i centrala och östra Kina. Vintertid flyttar den till ett område från sydostligaste Kina söderut genom Borneo, Filippinerna och Sulawesi till norra Moluckerna och västra Små Sundaöarna österut till Flores, sällsynt även till västra Nya Guinea och västra Mikronesien. Den behandlas som monotypisk, det vill säga att den inte delas in i några underarter.

### Släktestillhörighet
Arten placerades tidigare i släktet Accipiter. Genetiska studier visar dock att släktet så som det traditionellt är konstituerat är parafyletiskt, där kärrhökarna i Circus är inbäddade, men också släktena Erythrotriorchis och Megatriorchis. För att kärrhökarna ska kunna behållas i ett eget släkte delas därför Accipiter delas upp i flera mindre släkten, däriblamd Tachyspiza.

## Levnadssätt
Kinesisk hök hittas i skogsområden, även i trädplantage, ofta nära risfält och våtmarker där den jagar efter sin favoritföda grodor, men även gräshoppor, trollsländor och skalbaggar. Fågeln lägger ägg från början eller mitten av juni i Korea, möjligen något tidigare i nordöstra Kina.

## Status och hot
Internationella naturvårdsunionen IUCN kategoriserar arten som livskraftig. Världspopulationen uppskattas till mellan 100 000 och en halv miljon vuxna individer.

## Namn
Fågelns vetenskapliga namn soloensis syftar på Solo, idag Surakarta, en stad på Java i Indonesien där typexemplaret för kinesisk hök samlades in.